# Hopf-algebra
In de abstracte algebra, een deelgebied van de wiskunde, is een Hopf-algebra, vernoemd naar de Duitse wiskundige Heinz Hopf, een structuur die zowel een (unitaire) associatieve algebra, als een (co-unitaire co-associative) co-algebra is, en vanwege de compatibiliteit van deze structuren van een Hopf-algebra een bialgebra maakt. Bovendien is een Hopf-algebra uitgerust met een antiautomorfisme dat voldoet aan een bepaalde eigenschap.
Hopf-algebra's komen van nature voor in de algebraïsche topologie, waar ze ontstaan en gerelateerd zijn aan het H-ruimte concept, aan de groepschematheorie in de  groepentheorie (via het concept van een groepsring), en in tal van andere plaatsen, waardoor de Hopf-algebra waarschijnlijk het meest bekende type van bialgebra is. Hopf-algebra's worden ook in hun eigen recht bestudeerd, met veel werk over specifieke klassen van voorbeelden aan de ene kant en classificatieproblemen aan de andere kant.